# 哈爾濱市市徽
哈爾濱市市徽，是中華人民共和國黑龍江省哈爾濱市的曾用市徽，創始於1997年4月5日哈爾濱市政府頒布政府令《哈爾濱市市旗市徽製作和使用管理暫行辦法》，5月1日正式實施，製作市旗和市徽。然而，中共中央辦公廳及國務院辦公廳於同年11月18日發表《中共中央辦公廳、國務院辦公廳關於禁止自行製作和使用地方旗、徽的通知》，要求各級地方政府禁止自行製作和使用地方旗及地方徽，廣州、寧波等城市相繼廢除地方旗及地方徽，唯有哈爾濱沒有作出相應的廢除旗徽行動。由於中共中央辦公廳沒有嚴格要求一併廢除禁旗徽通知生效之前通行的地方旗及地方徽，故此哈爾濱市市徽仍在法律層面上允許使用，但實際上，哈爾濱市政府在禁旗徽通知之後已經不再在公開場合使用市徽，市徽亦不在市內流通。直到1998年1月4日，哈爾濱市政府頒布政府令《哈爾濱市人民政府關於廢止《哈爾濱市房地產交易管理辦法》等60件規章的決定》，廢除哈爾濱市市旗和市徽，哈爾濱市市徽的使用地位正式結束。

## 設計
旗面背景為中綠色（藍100＋黃100），代表「可持續發展」，而市旗中央則繪有市徽圖形。市徽上方是由五瓣白丁香花和六瓣雪花花蕊組成，下方則是五條白色漸變的線條組成水的波紋，波紋中間一點白色浪花等組成的圓形圖案。市徽圖形象徵哈爾濱的五個要素，丁香花是哈爾濱市市花；雪花代表哈爾濱接近北方和寒冷天氣；五條白色的波紋形似五線譜，象徵松花江的浪花；波紋中間一點白色浪花形似音符，象徵著太陽島和音樂城。市徽在制成标牌时可加以金色的环形窄边和文字区外圈。

## 使用
經由哈爾濱市人民政府辦公廳批准，可在市級機關門前或者車站、碼頭及其他公共遊覽場所，設置以市徽為內容的浮雕和立體雕塑。而在哈爾濱市機關、企事業單位禮堂、會場等場所，可以懸掛市徽。市級機關用於表彰先進集體和個人的榮譽證書、獎章和獎品；對外使用的信封、信箋、請柬；介紹哈爾濱市歷史、經濟、文化等有關情況的出版物；用於國內外交往的具有地方色彩的物品；哈爾濱市人民政府認為其他適宜使用市徽的物品，皆可使用市徽。而商標、廣告；私人喪事活動；哈爾濱市人民政府認為不適宜使用市徽的活動，皆不得使用市徽。